# Campeonato Italiano de Futebol de 1919–20 – Primeira Divisão
A Primeira Divisão do Campeonato Italiano de Futebol de 1919–20, também conhecida oficialmente como Prima Categoria de 1919–20, foi a 19.ª edição da principal divisão do Campeonato Italiano de Futebol (a 13.ª como Prima Categoria).
A competição foi organizada pela Federazione Italiana Giuoco Calcio — FIGC (em português:  Federação Italiana de Futebol) e disputada entre 5 de outubro de 1919 e 20 de junho de 1920.
O título de campeão ficou a Internazionale, seu segundo título.

## Premiação
| Campeonato Italiano de Futebol de 1919–20 Primeira Divisão |
| ---------------------------------------------------------- |
| Football Club Internazionale Milano Campeão (2.º título)   |